# Campeonato Mundial de Ginástica Artística de 2011 - Salto sobre a mesa masculino
A competição de salto sobre a mesa masculino do Campeonato Mundial de Ginástica Artística de 2011 foi sua final disputada no dia 16 de outubro. A qualificatória que definiu os ginastas finalistas foi disputada em 9 e 10 de outubro.

## Medalhistas
| Ouro   | KOR Yang Hak-Seon      |
| Prata  | RUS Anton Golotsutskov |
| Bronze | JPN Makoto Okiguchi    |

## Resultados

### Qualificatória
Esses são os resultados da qualificatória.
| Pos. | Ginasta                  | Total  | Nota |
| ---- | ------------------------ | ------ | ---- |
| 1    | FRA Thomas Bouhail       | 16,620 | Q    |
| 2    | JPN Makoto Okiguchi      | 16,349 | Q    |
| 3    | ROU Marian Dragulescu    | 16,333 | Q    |
| 4    | HKG Shek Wai Hung        | 16,237 | Q    |
| 5    | RUS Anton Golotsutskov   | 16,233 | Q    |
| 6    | KOR Yang Hak-Seon        | 16,216 | Q    |
| 7    | BLR Dzmitry Kaspiarovich | 16,199 | Q    |
| 8    | NED Jeffrey Wammes       | 16,166 | Q    |
| 9    | RUS Denis Ablyazin       | 16,145 | R    |
| 10   | VIE Ha Thanh Nguyen      | 16,133 | R    |
| 11   | BRA Diego Hypólito       | 16,087 | R    |

- Q - qualificado para a final
- R - reserva

### Final
Esses são os resultados da final.
| Pos. | Ginasta                  | Salto 1 | Salto 1 | Salto 1 | Salto 1 | Salto 2 | Salto 2 | Salto 2 | Salto 2 | Total  |
| Pos. | Ginasta                  | Nota D  | Nota E  | Pen.    | Total   | Nota D  | Nota E  | Pen.    | Total   | Total  |
| ---- | ------------------------ | ------- | ------- | ------- | ------- | ------- | ------- | ------- | ------- | ------ |
|      | KOR Yang Hak-Seon        | 7,400   | 9,466   |         | 16,866  | 7,000   | 9,366   | 0.1     | 16,266  | 16,556 |
|      | RUS Anton Golotsutskov   | 7,000   | 9,333   |         | 16,333  | 7,000   | 9,400   |         | 16,400  | 16,366 |
|      | JPN Makoto Okiguchi      | 7,000   | 9,400   | 0.1     | 16,300  | 7,000   | 9,233   |         | 16,283  | 16,291 |
| 4    | FRA Thomas Bouhail       | 7,000   | 9,666   |         | 16,666  | 7,000   | 8,808   | 0.1     | 15,708  | 16,187 |
| 5    | RUS Denis Ablyazin       | 7,000   | 9,333   |         | 16,333  | 7,200   | 8,916   | 0.1     | 16,016  | 16,174 |
| 6    | BLR Dzmitry Kaspiarovich | 7,000   | 9,533   |         | 16,533  | 7,000   | 8,733   | 0.1     | 15,633  | 16,083 |
| 7    | HKG Shek Wai Hung        | 6,600   | 9,000   |         | 15,600  | 7,000   | 9,300   |         | 16,300  | 15,950 |
| 8    | NED Jeffrey Wammes       | 6,800   | 8,633   |         | 15,433  | 6,600   | 9,333   |         | 15,933  | 15,683 |